# Svizzera all'Eurovision Song Contest 2002
La Selezione Svizzera per l'Eurofestival 2002 si svolse a Arbedo Castione/Bellinzona il 2 febbraio 2002 e presentata da Milena Martelli.

## Canzoni in ordine di classifica
| Posizione | Canzone                                | Artista          |
| 1.        | Dans le jardin de mon âme              | Francine Jordi   |
| 2.        | Cosa                                   | A-Live           |
| 3.        | Die Engel tanzen um Mitternacht per te | Nina Dimitri     |
| 4.        | My Little Freaky Boy                   | Tanisha          |
| 5.        | It's A Perfect Day                     | Marc & Friends   |
| 6.        | Fuego latino                           | Amanda           |
| 7.        | Mia vita                               | Luciano de Soria |
| 8.        | Via dal buio                           | Matì             |